# Manuel Poggiali
Manuel Poggiali (Città di San Marino, 14 febbraio 1983) è un pilota motociclistico e giocatore di calcio a 5 sammarinese ritiratosi dall'attività agonistica, due volte campione del mondo: nel 2001 in classe 125 e nel 2003 in 250.

## Carriera
Ex giocatore della rosa della Società Sportiva Pennarossa, squadra di calcio sammarinese del castello di Chiesanuova e facente parte della lista degli atleti di interesse nazionale stilata dal Comitato Olimpico Nazionale Sammarinese; il primo francobollo in Euro emesso dalla Repubblica di San Marino lo raffigurava. Ha corso tutte le stagioni nel motomondiale, eccezion fatta per il 2002, con il numero 54 sulla carena.

### Pilota

#### Gli esordi
Manuel Poggiali si appassionò alle corse motociclistiche quasi per caso, precisamente nel 1993 quando gli zii lo portarono a Rimini per vedere una corsa delle minimoto.
Dopo questa esperienza decise dunque di iscriversi al campionato italiano delle minimoto.
Nel 1994 partecipò così al suo primo campionato nazionale, chiudendo la classifica al secondo posto. Questo brillante risultato lo portò ad avere la riconferma ed una moto ufficiale, una Pasini. Nel 1995 vinse la sua prima gara, a Civitanova Marche, e concluse quinto in classifica generale mentre l'anno successivo chiuse all'undicesimo posto. Il 1997 fu l'ultimo anno di Manuel con le minimoto, un'ottima annata nella quale riuscì a laurearsi campione italiano di categoria.
Nel 1998, Poggiali abbandonò le minimoto per partecipare, e vincere, con la squadra di Massimo Matteoni il Trofeo Honda e campionato italiano 125 nonché due prove del campionato europeo. Nello stesso anno esordì nel Motomondiale.

#### Motomondiale

##### Classe 125 (1998-2002)
Nel 1998 Poggiali esordì nel Motomondiale, classe 125, nel Gran Premio di Imola. Non fu però un'esperienza positiva in quanto, a causa dell'inesperienza sul bagnato, cadde nelle prove del venerdì e del sabato, fratturandosi una clavicola e dovendo rinunciare a partecipare alla gara. Il 1999 fu la prima stagione completa di Poggiali nel Motomondiale in sella ad una Aprilia. Disputò tutte le gare eccetto quella della Repubblica Ceca a causa di un'operazione, concludendo in diciassettesima posizione.
Nella stagione 2000, stavolta in sella alla Derbi, centrò il suo primo podio in carriera con un terzo posto ad Assen e concluse l'annata con la sedicesima posizione in classifica. Il motomondiale 2001 coincise con il trionfo di Manuel Poggiali nel campionato mondiale 125: in sella alla Gilera, vinse tre Gran Premi (Francia, Portogallo e Valencia), e conquistò undici podi che lo portarono in testa alla classifica generale davanti a Youichi Ui, vincitore di sei prove. In questo modo ha riportato il titolo in casa Gilera dopo 44 anni, quando a vincere fu Libero Liberati.
Con questa vittoria è anche stato il primo sammarinese ad aver vinto un Gran Premio nel Motomondiale e il primo ad aver vinto un titolo mondiale in tale competizione. Per la vittoria del Mondiale al motociclista fu conferita la Medaglia d'oro di prima classe, il massimo riconoscimento della Repubblica di San Marino. Nella stagione 2002 Poggiali, nonostante avesse ricevuto varie offerte dalla classe 250, decise di rimanere un altro anno in 125. In quest'annata abbandonò il numero portafortuna, il 54, per il numero 1, riservato al campione in carica.
Vinse 4 gare (Italia, Sudafrica, Catalogna ed Australia) e conquistò 5 volte la pole position, ma questo non gli fu sufficiente per la conquista del titolo, andato al francese Arnaud Vincent. La classifica finale vide il francese a quota 273, Poggiali secondo a 254, terzo fu lo spagnolo Daniel Pedrosa.

##### Classe 250 (2003-2008)
Nella stagione 2003 decise di fare il salto dalla 125 alla 250, con la Aprilia RSV 250 del team ufficiale MS Aprilia; l'esordio fu molto positivo con vittoria nelle prime due corse della stagione (Giappone e Sudafrica). Con altri due successi nei Gran Premi di Italia e Brasile ed un totale di 10 podi, conquistò il titolo di campione del mondo al primo anno nella categoria 250.
Nel motomondiale 2004 ci si aspettava la riconferma ma ciò non avvenne; concluse la stagione al 9º posto in classifica generale. Riuscì comunque a centrare due terzi posti ed una vittoria, sul circuito di Rio de Janeiro. Dopo la deludente stagione 2004 lascia la classe 250 per ritornare in sella alla Gilera 125 GP del team ufficiale Metis Gilera Racing, con la quale aveva vinto il mondiale 4 anni prima. La straordinaria stagione del 2001 però non si ripeté e Poggiali chiuse il campionato in decima posizione non riuscendo mai a salire sul podio.
Nella stagione 2006, Poggiali ritorna nella classe 250 con la KTM 250 FRR del team ufficiale Red Bull KTM GP 250, senza ottenere però risultati di particolare rilievo; al termine dell'annata decide quindi di prendersi un "anno sabbatico". Nel motomondiale 2008 torna a correre nella 250 in sella ad una Gilera RSV 250 del team Campetella Racing; dopo che l'anno era cominciato discretamente fino ad arrivare in sesta posizione al gran premio di Le Mans, il 26 agosto Manuel Poggiali comunica ufficialmente il suo ritiro dalle competizioni.

#### Ritorno alle competizioni
Nel 2013, passati quattro anni dall'annuncio del ritiro, Poggiali torna alle competizioni motociclistiche prendendo parte al campionato Italiano Velocità nella categoria Superbike in sella ad una Ducati Panigale 1199R del team Grandi Corse. Torna alla vittoria di una gara ufficiale il 25 agosto dello stesso anno, in occasione del GP del Mugello durante la terza prova della Master Cup 2013., chiudendo la stagione al 14º posto in classifica generale. Nel 2014 continua a gareggiare in sella ad una Ducati Panigale 1199R, correndo per il team Barni Racing.

### Dopo il ritiro
Il 2 marzo 2019 viene ufficializzato da parte del team Gresini Racing (impegnato nelle classi Moto2, Moto3, MotoGP e MotoE del Motomondiale, oltre che nel Campionato Italiano Velocità) l'ingaggio di Poggiali nel ruolo di Riders' Coach. Al primo anno da mentore dei piloti Gresini, Matteo Ferrari, impegnato in MotoE, si laurea campione del mondo.

## Risultati nel motomondiale

### Classe 125
| 1998 | Classe | Moto  |  |  |  |  |  |  |  |  |  |  |    |  |  |  |  |  |  | Punti | Pos. |
| ---- | ------ | ----- |  |  |  |  |  |  |  |  |  |  | -- |  |  |  |  |  |  | ----- | ---- |
| 1998 | 125    | Honda |  |  |  |  |  |  |  |  |  |  | NP |  |  |  |  |  |  | 0     |      |

| 1999 | Classe | Moto    |    |    |   |     |    |     |    |     |    |    |   |     |   |     |   |     |  | Punti | Pos. |
| ---- | ------ | ------- | -- | -- | - | --- | -- | --- | -- | --- | -- | -- | - | --- | - | --- | - | --- |  | ----- | ---- |
| 1999 | 125    | Aprilia | 12 | 18 | 9 | Rit | 13 | Rit | 13 | Rit | 11 | NQ | 8 | Rit | 9 | Rit | 7 | Rit |  | 46    | 17º  |

| 2000 | Classe | Moto  |    |  |    |   |   |     |     |   |     |     |    |     |    |     |    |   |  | Punti | Pos. |
| ---- | ------ | ----- | -- |  | -- | - | - | --- | --- | - | --- | --- | -- | --- | -- | --- | -- | - |  | ----- | ---- |
| 2000 | 125    | Derbi | NP |  | NQ | 9 | 8 | Rit | Rit | 3 | Rit | Rit | 12 | Rit | 14 | Rit | 11 | 5 |  | 53    | 16º  |

| 2001 | Classe | Moto   |   |   |     |   |   |   |     |   |   |     |   |   |   |   |   |   |  | Punti | Pos. |
| ---- | ------ | ------ | - | - | --- | - | - | - | --- | - | - | --- | - | - | - | - | - | - |  | ----- | ---- |
| 2001 | 125    | Gilera | 5 | 2 | Rit | 1 | 3 | 3 | Rit | 3 | 3 | Rit | 1 | 1 | 2 | 2 | 2 | 5 |  | 241   | 1º   |

| 2002 | Classe | Moto   |   |   |    |   |   |   |   |   |   |   |     |   |   |   |   |   |  | Punti | Pos. |
| ---- | ------ | ------ | - | - | -- | - | - | - | - | - | - | - | --- | - | - | - | - | - |  | ----- | ---- |
| 2002 | 125    | Gilera | 3 | 1 | SQ | 2 | 1 | 1 | 2 | 3 | 4 | 5 | Rit | 3 | 2 | 4 | 1 | 7 |  | 254   | 2º   |

| 2005 | Classe | Moto   |   |   |    |    |   |   |   |    |    |    |   |   |   |   |    |    |     | Punti | Pos. |
| ---- | ------ | ------ | - | - | -- | -- | - | - | - | -- | -- | -- | - | - | - | - | -- | -- | --- | ----- | ---- |
| 2005 | 125    | Gilera | 6 | 5 | 12 | 10 | 6 | 6 | 8 | NE | 25 | 11 | 8 | 6 | 8 | 7 | 13 | 11 | Rit | 107   | 10º  |

| Legenda | 1º posto        | 2º posto            | 3º posto            | A punti      | Senza punti        | Grassetto – Pole position Corsivo – Giro più veloce |
| Legenda | Gara non valida | Non qual./Non part. | Ritirato/Non class. | Squalificato | '-' Dato non disp. | Grassetto – Pole position Corsivo – Giro più veloce |

### Classe 250
| 2003 | Classe | Moto    |   |   |   |     |   |     |   |   |   |   |   |   |   |   |   |   |  |  | Punti | Pos. |
| ---- | ------ | ------- | - | - | - | --- | - | --- | - | - | - | - | - | - | - | - | - | - |  |  | ----- | ---- |
| 2003 | 250    | Aprilia | 1 | 1 | 4 | Rit | 1 | Rit | 4 | 2 | 8 | 3 | 2 | 1 | 3 | 2 | 9 | 3 |  |  | 249   | 1º   |

| 2004 | Classe | Moto    |   |     |     |   |     |   |   |     |     |   |   |    |  |  |   |     |  |  | Punti | Pos. |
| ---- | ------ | ------- | - | --- | --- | - | --- | - | - | --- | --- | - | - | -- |  |  | - | --- |  |  | ----- | ---- |
| 2004 | 250    | Aprilia | 4 | Rit | Rit | 3 | Rit | 7 | 1 | Rit | Rit | 9 | 7 | 17 |  |  | 3 | Rit |  |  | 95    | 9º   |

| 2006 | Classe | Moto |    |    |    |    |    |    |    |    |     |    |    |     |     |    |    |    |   |  | Punti | Pos. |
| ---- | ------ | ---- | -- | -- | -- | -- | -- | -- | -- | -- | --- | -- | -- | --- | --- | -- | -- | -- | - |  | ----- | ---- |
| 2006 | 250    | KTM  | 11 | 14 | 15 | 11 | 17 | 12 | 11 | 10 | Rit | 13 | NE | Rit | Rit | 13 | 12 | 12 | 8 |  | 50    | 14º  |

| 2008 | Classe | Moto   |    |     |    |     |   |     |    |    |     |    |    |    |  |  |  |  |  |  | Punti | Pos. |
| ---- | ------ | ------ | -- | --- | -- | --- | - | --- | -- | -- | --- | -- | -- | -- |  |  |  |  |  |  | ----- | ---- |
| 2008 | 250    | Gilera | 14 | Rit | 17 | Rit | 6 | Rit | 14 | 14 | Rit | NP | NE | NP |  |  |  |  |  |  | 16    | 19º  |

| Legenda | 1º posto        | 2º posto            | 3º posto            | A punti      | Senza punti        | Grassetto – Pole position Corsivo – Giro più veloce |
| Legenda | Gara non valida | Non qual./Non part. | Ritirato/Non class. | Squalificato | '-' Dato non disp. | Grassetto – Pole position Corsivo – Giro più veloce |